# Caradoc Freichfras
|  | No s'ha de confondre amb Caratac. |

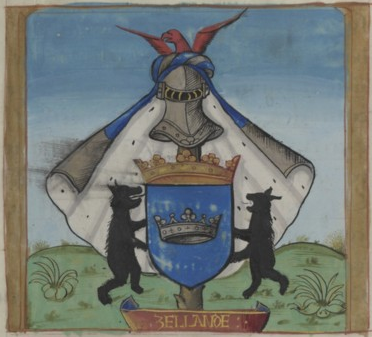
Armes de Caradoc Freichfras

Caradoc, o Caradoc Freichfras («braç fort»), fou un avantpassat semillegendari dels reis de Gwent (Gal·les) que va viure durant el segle v. És igualment esmentat a la llegenda arturiana com formant part dels Cavallers de la Taula Rodona sota el nom de Carados Briefbras («braç curt»).

## Història
Encara que el nom «Caradoc» i les formes que en deriven fossin particularment rares a l'edat mitjana, sembla que el terme «Caradogs», que es troba en les genealogies i les hagiografies gal·leses, com per exemple Life of St. Tatheus («La Vida de sant Tateu») designa la mateixa persona. A causa del nombre d'ocurrències del nom, hi ha una gran confusió sobre la identitat de Caradoc, tant des del punt de vista històric com literari. Podria així ser confós amb l'heroi britó Caratac, anomenat Caradoc en gal·lès, Cerdic de Wessex, i de nombrosos altres Caradoc que haurien viscut en temps menys llunyans. La seva genealogia varia segons els textos: és dit el fill de Llyr Marini diverses vegades en els Mabinogion, mentre que una llegenda bretona el denomina Caradoc l'Ancià, afegint així a la confusió.
Apareix en les Tríades gal·leses i hi és descrit com un dels caps grans que envolten al rei Artús a Celliwig Cornualla i com un dels tres cavallers de l'illa de Bretanya. El seu cavall porta el nom de Luagor («tallador d'hosts»). La seva esposa, Tegau Eurfron («pit d'or») també és evocada en les tríades com una de les tres magnífiques noies que es troben a la cort d'Artur. El gran amor que uneix Caradoc a la seva esposa és considerat com un dels tres vincles superiors de Bretanya. Aquesta tradició podria ser procedent d'una novel·la francesa del segle xii. Segons les llegendes arturianes, Caradoc era membre de la Taula Rodona en l'època d'Uther Pendragon, però, quan Artur es va emparar del poder, es va rebel·lar junt amb altres reis. Es va acabar reconciliant amb el jove rei i es va fer un dels seus més fidels aliats.

## La Vida de Caradoc
Caradoc apareix freqüentment en la literatura arturiana i n'és fins i tot de vegades el personatge principal, com en la Vida de Caradoc (o Llibre de Caradoc) inclosa en el primer cicle (primera continuació anònima) de Cristià de Troyes, Perceval o el Conte del Graal. La història, probablement inspirada de la tradició cèltica, sembla tenir per objectiu explicar la raó per a la qual Caradoc va rebre el seu sobrenom de «Bras-fort»: Caradoc l'Ancià es casa amb la bella Ysave, però aquesta és ràpidament seduïda per un encantador de nom Eliavres. Aquest llança un sortilegi a Caradoc l'efecte del qual el porta a confondre la seva esposa amb diversos animals de granja, mentre que el bruixot s'esforça a concebre un fill. Caradoc l'Ancià donà al nen el seu propi nom i el noi va esdevenir un jove i talentós noble. Caradoc el Jove va marxar a la cort d'Artur i es va convertir en cavaller de la Taula-Ronda com el seu pare.
Poc després, Eliavres penetra a la sala i demana lliurar-se a una prova de decapitació (un motiu cèltic que evoca el Festí de Bricriu o «Fled Bricrend», escrit en vell irlandès, i a Sir Gawain and the Green Knight, escrit en anglès mitjà). Demana a un cavaller que li talli el cap, la seva única condició era que, si sobrevivia, prendria el cap del cavaller a canvi. Caradoc va acceptar el desafiament i, home d'honor, va oferir el seu clatell a la fulla del bruixot que havia aconseguit posar el seu propi cap a lloc. Eliavres es nega a matar el jove Caradoc, i li revela que és el seu pare.
Caradoc el Jove va quedar lògicament entristit en assabentar-se d'aquesta notícia. S'embarca en nombroses aventures cavalleresques, en el transcurs de les quals troba el seu millor amic, el senyor Cador, de viatge amb la seva germana Guinier. De tornada al seu regne, revela l'afer al seu pare, i els dos Caradoc, l'Ancià i el Jove, posen a punt una venjança humiliant a l'encontre d'Eliavres pel mitjà de diversos animals de granja. L'ofensor fou tancat lluny de la seva mestra Ysave.
Tot va anar bé fins que el bruixot intentà evadir-se. Mentre que Caradoc el Jove va intentar parar-lo, Eliavres ordenà a una serp enrotllar-se al voltant del braç de Caradoc que es trencà cosa que li va retirar la seva energia vital. Cador i Guinier passant per allà trobaren el mitjà de treure la serp del braç de Caradoc. Aquest últim es va asseure en una bota de vinagre mentre que Guinier, la germana de Cador, s'assegué en un cub de llet ocupant-se d'exhibir el seu pit. La serp va acudir però va rebutjar l'olor del vinagre i es va dirigir cap a Guinier, però Cador la va matar amb l'espasa. Desgraciadament, així, talla també el mugró de Guinier (que serà més tard reemplaçat per un mugró d'or). Encara que Caradoc fou alliberat, el seu braç continuarà estant definitivament ferit, d'on el seu sobrenom de «Braç-Curt». Guinier i Caradoc es van casar i, després d'haver passat el tradicional test de fidelitat (en el transcurs del qual els promesos han de beure en una banya), tots dos portaren una vida feliç.
Es troba aquest conte en les tres versions del Primer Cicle així com en una de les novel·les de Renart, encara que sota una forma abreviada. Encara que no aparegui abans de l'últim decenni del segle xiii, és molt probable que sigui inspirat d'una versió gal·lesa, ja que es troben al·lusions a les Triades gal·leses. Les Tríades evoquen la dona de Caradoc, Tegau, per al seu amor i la seva fidelitat, i el seu sobrenom d'Eurfon (Pit-d'Or) convé del tot a la Guinier de la Vida de Caradoc. A més, s'hi evoca el mantell utilitzat en el moment del test de fidelitat. Als contes, aquest abric reemplaça sovint la banya a la qual es beu en el moment dels tests de castedat.